# 차우진 (1976년)
차우진(본명: 성주헌, 1976년 8월 21일 ~ )은 대한민국의 가수이자 배우이다. 1995년에 SBS 5기 공채 탤런트로 선발되었다.

## 학력
- 고려대학교 경영학과

## 출연 작품

### 드라마
- 《신비의 거울 속으로》 (SBS, 1995년)
- 《째즈》 (SBS, 1995년)
- 《이레자이온》 (KBS2, 2006년) - 목기 역

### 영화
- 《사생결단》 (2006년)

## 앨범
- 《1집 Erotic & Power》 (1995년)
  - 〈부끄러운 고백〉
  - 〈시간이 지나기 전에〉
  - 〈세계속의 나〉
  - 〈나에게 갇혔어〉
  - 〈남자들의 이야기 중 하나 -Men A Story-〉
  - 〈새로운 도전〉
  - 〈기억조차 할 수 없겠지〉
  - 〈부끄러운 고백 (Inst.)〉